# Earth vs. The Pipettes
Earth vs. The Pipettes è il secondo album in studio del gruppo musicale The Pipettes, pubblicato nel 2010 dalla Fortuna POP.

## Tracce
1. Call Me – 2:50
2. Ain't No Talking – 2:32
3. Thank You – 3:25
4. I Need a Little Time – 3:40
5. History – 2:21
6. I Always Planned to Stay – 3:28
7. Stop the Music – 4:07
8. I Vibe U – 3:41
9. Our Love Was Saved By Spacemen – 3:05
10. Finding My Way – 2:39
11. Captain Rhythm – 2:30
12. From Today – 3:35